# ألان توماس
ألان توماس (بالإنجليزية: Allan Thomas)‏ (14 ديسمبر 1990 ببينوني في جنوب أفريقيا - ) هو لاعب كرة قدم جنوب أفريقي في مركز حراسة المرمى. لعب مع موروكا سوالوز.

## وصلات خارجية
- ألان توماس على موقع قاعدة بيانات كرة القدم.إي يو (الإنجليزية)